# Aganosma siamensis
Aganosma siamensis är en oleanderväxtart som beskrevs av William Grant Craib. Aganosma siamensis ingår i släktet Aganosma och familjen oleanderväxter. Inga underarter finns listade i Catalogue of Life.